# De Dino Show
De Dino Show was een wekelijks humoristisch praatprogramma dat van 2011 tot 2014 werd uitgezonden door de NTR. De presentatie was in handen van cabaretier Jandino Asporaat, naar wie het programma ook vernoemd is.
In elke uitzending ontving Asporaat bekende gasten, waarmee hij in gesprek ging. Tussen de gesprekken door werden komische filmpjes getoond, bijvoorbeeld de vaste sketch over het fictieve fastfoodrestaurant FC Kip. Asporaat speelde zelf mee in de sketches, veelal ondersteund door mensen met wie hij ook samenwerkte in Comedy at work, zoals de acteurs Sergio IJssel en Alpha Oumar Barry.
De Dino Show werd geproduceerd door Men At Work TV Produkties uit Rotterdam. Het programma werd opgenomen in de Schiecentrale Studio's in Rotterdam. Op 24 november 2014 eindigde het programma. 
In de winter van 2015 keerde Asporaat terug op de donderdagavond met een nieuwe talkshow op RTL 5, genaamd DINO. Dit programma is een spin-off van De Dino Show.
In 2019 kondigde Asporaat aan dat hij in Rotterdam een echt FC Kip-restaurant wilde gaan openen. Dit zou gebeuren in april 2020. De opening werd uitgesteld en heeft op 22 november 2023 plaatsgevonden